# Antipodocottus galatheae
Antipodocottus galatheae är en fiskart som beskrevs av Bolin 1952. Antipodocottus galatheae ingår i släktet Antipodocottus och familjen simpor. IUCN kategoriserar arten globalt som livskraftig. Inga underarter finns listade i Catalogue of Life.